# Somethin' Special
"Somethin' Special" (còn được phát hành trước đây dưới cái tên "Somethin' Special (Bản phối của Beijing Olympic)") là một bài hát theo dòng nhạc pop của nữ ca sĩ kiêm sáng tác người Mỹ Colbie Caillat, được phát hành cho công tác từ thiện vào ngày 29 tháng 7 năm 2008. Bài hát này được xuất hiện trong AT&T Team USA Soundtrack, một album tuyển tập được thành lập để ủng hộ đội tuyển Hoa Kỳ tham gia Thế vận hội mùa hè 2008 tổ chức tại Bắc Kinh, Trung Quốc. Sau đó được xuất hiện dưới dạng bài hát đính kèm trong phiên bản đặc biệt của album phòng thu đầu tay của Caillat Coco. Một video âm nhạc cho bài hát này được phát hành vào tháng 8 năm 2008.
Bài hát này cũng được góp mặt vào bộ phim Bride Wars năm 2009, dù vậy phiên bản được chơi trong phim lại có phần lời nhạc khác hoàn toàn, nên được cho rằng đó là bản phối gốc mà không phải là "bản phối của Beijing Olympic". Bộ phim này dù vậy không phát hành bất cứ một album nhạc phim nào, nên bản phối gốc này vẫn chưa được phát hành chính thức, cho đến khi cô phát hành album phòng thu thứ hai mang tên Breakthrough, được thêm vào trong phiên bản của trang dịch vụ âm nhạc trực tuyến Rhapsody.

## Các bảng xếp hạng
| Bảng xếp hạng (2008) | Thứ hạng cao nhất |
| -------------------- | ----------------- |
| US Billboard Hot 100 | 98                |